# Onthophagus vicinus
Onthophagus vicinus là một loài bọ cánh cứng trong họ Bọ hung (Scarabaeidae).